# Бабійчук Сергій Олександрович
Сергій Олександрович Бабійчук (нар. 2 лютого 1973, смт Чечельник, Вінницька область, УРСР) — український футболіст, нападник. Виступав у Вищій лізі України у складі «Ниви» (Вінниця) та «Торпедо» (Запоріжжя).

## Життєпис
Футбольну кар'єру розпочав у сезоні 1993/94 років, виступав в аматорському чемпіонаті України за крижопільський «Авангард» (3 матчі) та котовську «Бірзулу» (7 матчів). На початку сезону 1994/95 років виступав за «Хімік» (Вінниця) в аматорському чемпіонаті України, ще 2 поєдинки провів у кубку України. На початку вересня 1994 року перейшов до іменитішого вінницького клубу, «Ниви». У Вищій лізі дебютував 10 вересня 1994 року в програному (1:2) виїзному поєдинку поєдинку 8-о туру проти одеського «Чорноморця». Сергій вийшов на поле на 73-й хвилині, замінивши Володимира Заярного. До заершення сезону зіграв у 8-и матчах чемпіонату та 3-х поєдинках кубку України. Після цього ще один сезон відіграв у вінницькому «Хіміку». Навесні 1997 року підсилив житомирських «хіміків». У новій команді дебютував 14 березня того ж року в програному (0:3) виїзному поєдинку 24-о туру Першої ліги проти СК «Миколаїв». Бабійчук вийшов на поле на 70-й хвилині, замінивши Віктора Хурсу. У середині березня 1997 року провів 2 поєдинки в Першій лізі.
Напередодні старту сезону 1997/98 років опинився у «Фортуні». У складі шаргородського колективу дебютував 14 липня 1997 року в переможному (1:0) домашньому поєдинку 1/256 фіналу кубку України проти одеського «СКА-Лотто». Сергій вийшов на поле в стартовому складі, а на 89-й хвилині його замінив Руслан Масловський. Вперше в новій команді відзначився голом на 88-й хвилині переможного (2:1) домашнього поєдинку 1/128 фіналу кубку України проти «Локомотива» (Сміла). Бабійчук вийшов на поле в стартовому складі та відіграв увесь матч. У Другій лізі дебютував у футболці «Фортуни» 31 липня 1997 року в програному (0:2) виїзному поєдинку 1-о туру групи Б проти херсонського «Кристалу». Сергій вийшов на поле в стартовому складі, на 25-й хвилині отримав жовту картку, а на 68-й хвилині його замінив Олександр Рубін. А 5 серпня 1997 року відзначився дебютним голом у Другій лізі, в переможному (4:2) домашньому поєдинку 2-о туру групи Б проти запорізького «Віктора». Бабійчук вийшов на поле в стартовому складі та відіграв увесь матч. У футболці шаргородського колективу в Другій лізі зіграв 16 матчів, в яких відзначився 8-а голами, ще 6 матчів (3 голи) провів у кубку України.
Під час зимової перерви сезону 1997/98 років прийняв запрошення від запорізького «Торпедо». Дебютував у футболці запорізького клубу 13 березня 1998 року в нічийному (0:0) виїзному поєдинку 1/8 фіналу проти полтавської «Ворскли». Сергій вийшов на поле в стартовому складі та відіграв увесь матч. У складі «торпедівців» у Вищій лізі дебютував 17 березня 1998 року в переможному (1:0) виїзному поєдинку проти харківського «Металіста». Бабійчук вийшов на поле в стартовому складі та відіграв увесь матч. У складі «Торпедо» зіграв 9 матчів у Вищій лізі та 1 поєдинок у кубку України, в яких не відзначився жодним голом.
Наступний сезон розпочав в іншому запорізькому клубі, «Вікторі». У новій команді дебютував 6 серпня 1998 року в переможому (1:0) домашньому поєдинку 1-о туру групи Б Другої ліги проти бершадьської «Ниви». Бабійчук вийшов на поле в стартовому складі та відіграв увесь матч, на 63-й хвилині відзначився дебютним голом, а через три хвилини не зміг реалізувати пенальті. У команді провів півтора сезони, за цей час у Другій лізі зіграв 33 матчі (12 голів), ще 3 матчі (3 голи) провів у кубку України.
У 2000 році підсилив «Явір-Суми». Дебютував у футболці сумського колективу 11 березня 2000 року в програному (1:2) домашньому поєдинку 1/16 фіналу кубку України проти сімферопольської «Таврії». Сергій вийшов на поле в стартовому складі та відіграв увесь матч, а на 34-й хвилині відзначився голом, реалізувавши пенальті. У Першій лізі дебютував за нову команду 15 березня 2000 року в нічийному (0:0) виїзному поєдинку 18-о туру проти олександрійської «Поліграфтехніки». Бабійчук вийшов на поле в стартовому складі, а на 86-й хвилині його замінив Володимир Єрьоменко. Вперше у складі «Явора-Сум» відзначився 20 березня 2000 року на 60-й хвилині (реалізував пенальті) нічийного (1:1) домашнього поєдинку 19-о туру Першої ліги проти ФК «Черкаси». Сергій вийшов на поле в стартовому складі, а на 77-й хвилині його замінив Сергій Серженко. У команді провів близько року, за цей час у Першій лізі зіграв 29 матчів (15 голів), ще 3 матчі (1 гол) провів у кубку України.
Під час зимової перерви сезонону 2000/01 років підписав контракт з «Поділлям». Дебютував у футболці хмельницького клубу 25 березня 2001 року в переможному (4:1) домашньому поєдинку 16-о туру групи Б Другої ліги проти армянського «Титану». Бабійчук вийшов на поле в стартовому складі, на 41-й хвилині відзначився голом, а на 70-й хвилині його замінив Георге Магріані. У команді відіграв два з половиною сезони, за цей час у Другій лізі провів 61 матч (23 голи), ще 6 матчів (5 голів) зіграв у кубку України. У сезоні 2002/03 років допоміг «Поділлю» фінішувати на 3-у місці в групі А Другої ліги.
По завершенні сезону 2002/03 років закінчив кар'єру професіонального футболіста. У 2004 році виступав в аматорському чемпіонаті в складі гайворонської «Зорі». У 2007 році захищав кольори «Авангарду» (Сутиски). З 2009 по 2012 рік виступав у чемпіонаті Вінницької області за «Кряж-Агро» (Крижопіль).